# Convento de Santo Domingo (Valencia)

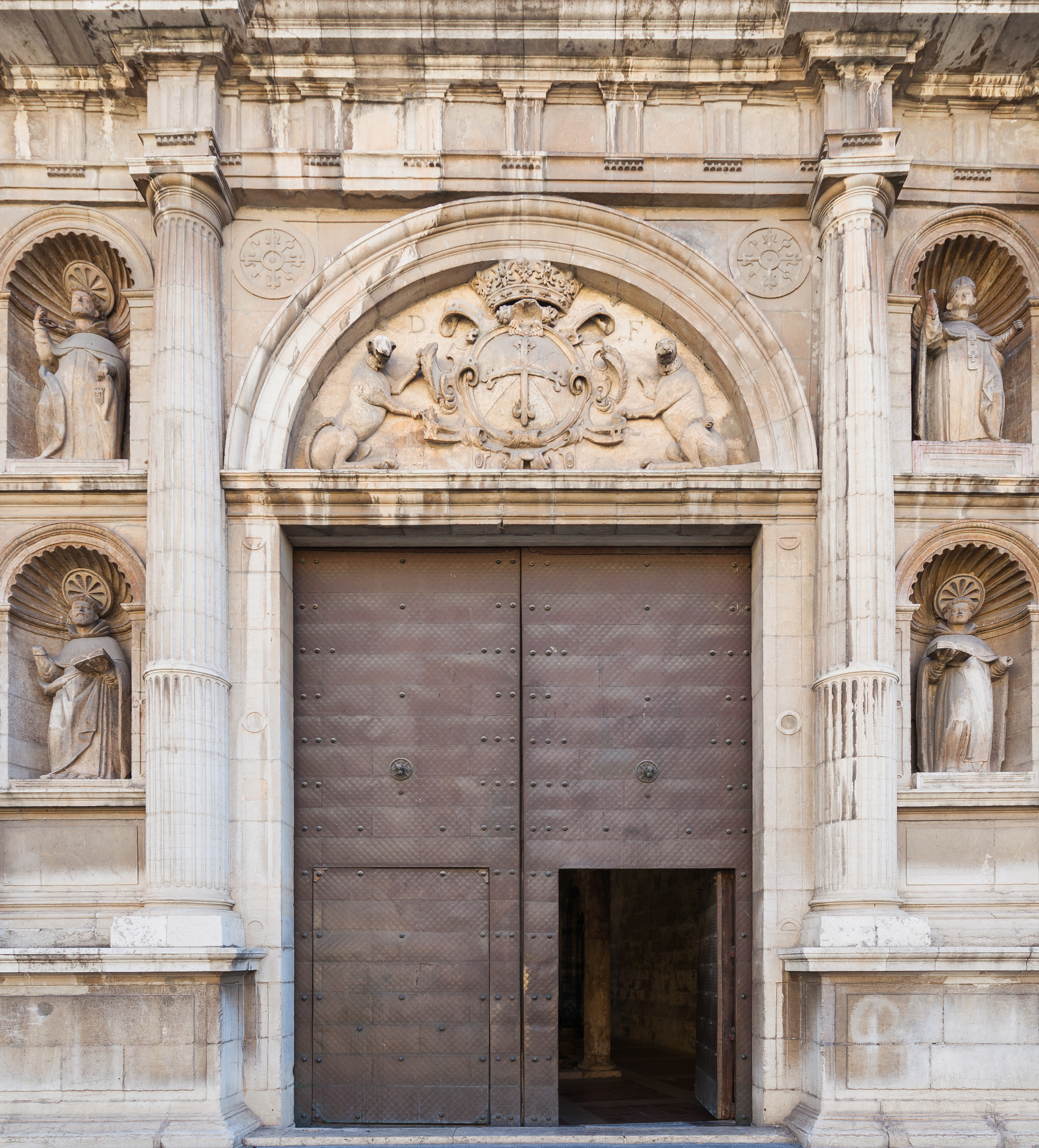
Detalle de la portada con la puerta de acceso al convento

El antiguo convento de Santo Domingo de los dominicos sito en la Plaza de Tetuán de Valencia (España) y antigua Capitanía General de Valencia, es un edificio de estilo gótico valenciano y barroco, fundado en 1239 sobre terrenos concedidos por el rey Jaime I.

## Historia
La primitiva iglesia fue sustituida por otra más amplia en 1250 y ésta a su vez fue derribada a principios del siglo XIX. El hermoso claustro gótico, el resto arquitectónico más antiguo, comenzó a construirse hacia 1300, no siendo mucho más tardía la monumental aula capitular. Otra estancia conservada íntegra, la capilla de los Reyes, data de 1431, y el refectorio, últimamente repristinado, destinado a sala de recepciones, se comenzó a construir en 1560. De finales del siglo XVI es la portada en forma de retablo y el claustro inmediato que precedían a la iglesia, siendo ya de la segunda mitad del siglo XVIII la capilla de San Vicente Ferrer y aún más moderno, de principios del siglo XIX, la fachada principal del edificio conventual, parcialmente alterada al ser destinado éste a Capitanía General (más tarde, sede de la III Región Militar).
En la galería de levante se abre además el aula capitular, magnífica estancia abovedada cuya construcción data como se ha dicho de principios del siglo XIV. Constituye este recinto una sala cuadrada de doce metros por lado cuya bóveda de nervadura descansa sobre cuatro columnas centrales; los haces fasciculados de estas columnas se prolongan efectivamente en forma de palmera en los propios nervios de la bóveda de nervadura descansa sbore cuatro columnas centrales; los haces fasciculados de estas columnas se prolongan efectivamente en forma de palmera en los propios nervicios de la bóveda, produciendo un efecto de ingravidez y ligereza bien notable. Se accede a esta sala capitular a través de un arco apuntado decorado con calada tracería similar a la de los ventanales, estos divididos por estilizados maineles.
La iglesia conventual que, como se ha señalado, sustituyó a la primitiva por muy reducida, hubo de ser derribada a su vez por peligro de ruina; la tercera iglesia, de grandiosas proporciones, construida conforme al modelo gótico occitano de planta uninave y capillas laterales, fue comenzada a construir en 1382. De tan espacioso templo sólo resta por desgracia la capilla de San Vicente, bellamente neoclásica, prolongada y renovada en el siglo XVIII. La repristinación en esta capilla del tramo de los pies ha puesto al descubierto recientemente la estructura gótica -nervios y arcos fajones helicoidales- de una mínima parte de la nave del templo conventual, derribado casi en su totalidad en 1812. Se mantiene íntegra, en cambio, la capilla de los Santos Reyes, comenzada a construir en 1431 a expensas de Alfonso el Magnánimo y concluida en 1436 por Juan II. La singular cubrición de este noble recinto mediante bóveda de crucería anervada le otorga un interés excepcional, insólito; consta esta bóveda de tres tramos, oblongos los dos primeros y hexagonal el recayente al presbiterio pues, aunque de planta rectangular la capilla, sendas trompas a cada ángulo del muro testero permite tan ingeniosa transición espacial.
La capilla de los Reyes, comunicada con la capilla de San Vicente, tiene acceso propio a través del claustro renacentista; consiste dicha entrada en un pórtico apuntado con doble arquivolta sobre columnas pareadas en cuyo tímpano se ostentan las armas de Alfonso el Magnánimo. Destaca de esta estancia su portada, entre gótica y renacentista, la cubierta abovedada también sin nervios y la doble escalera helicoidal, carente de eje de piedra, que comunica con la terraza, escalera ésta sumamente ingeniosa por permitir el subir y bajar simultáneamente dos personas sin cruzarse. Concluidas las partes esenciales del convento se acometió la construcción del patio de ingreso al templo y de la respectiva fachada exterior. Consiste ésta en un imafronte en forma de retablo dividido en dos cuerpos.
El campanario fue construido en 1640 sobre parte de la bóveda de la sacristía de la capilla de los Reyes; es de planta cuadrada y consta de un cuerpo inferior más ancho terminado en balaustrada, cuerpo de las campanas con dobles columnas pareadas de orden toscano a cada lado de los ventanales, y terraza con balaustrada decorada con dieciséis pináculos sobre la que se alza un edículo con frontones sobre sus cuatro vanos y cupulín; este templete fue construido en 1755 y, tras su derribo, en 1810, fue rehecho en 1955 con motivo del V Centenario de la canonización de San Vicente Ferrer bajo la dirección del arquitecto A. Ferrant.
Paralelamente a la construcción del campanario fue construida la sacristía mayor, vasta sala abovedada situada entre el aula capitular y el lienzo norte del claustro, y que, como ésta, ha sido objeto de repristinación reciente por su fachada posterior, visible en la actualidad desde el paseo de la Ciudadela.

## Galería de imágenes
- Vistas exteriores

"Vistas
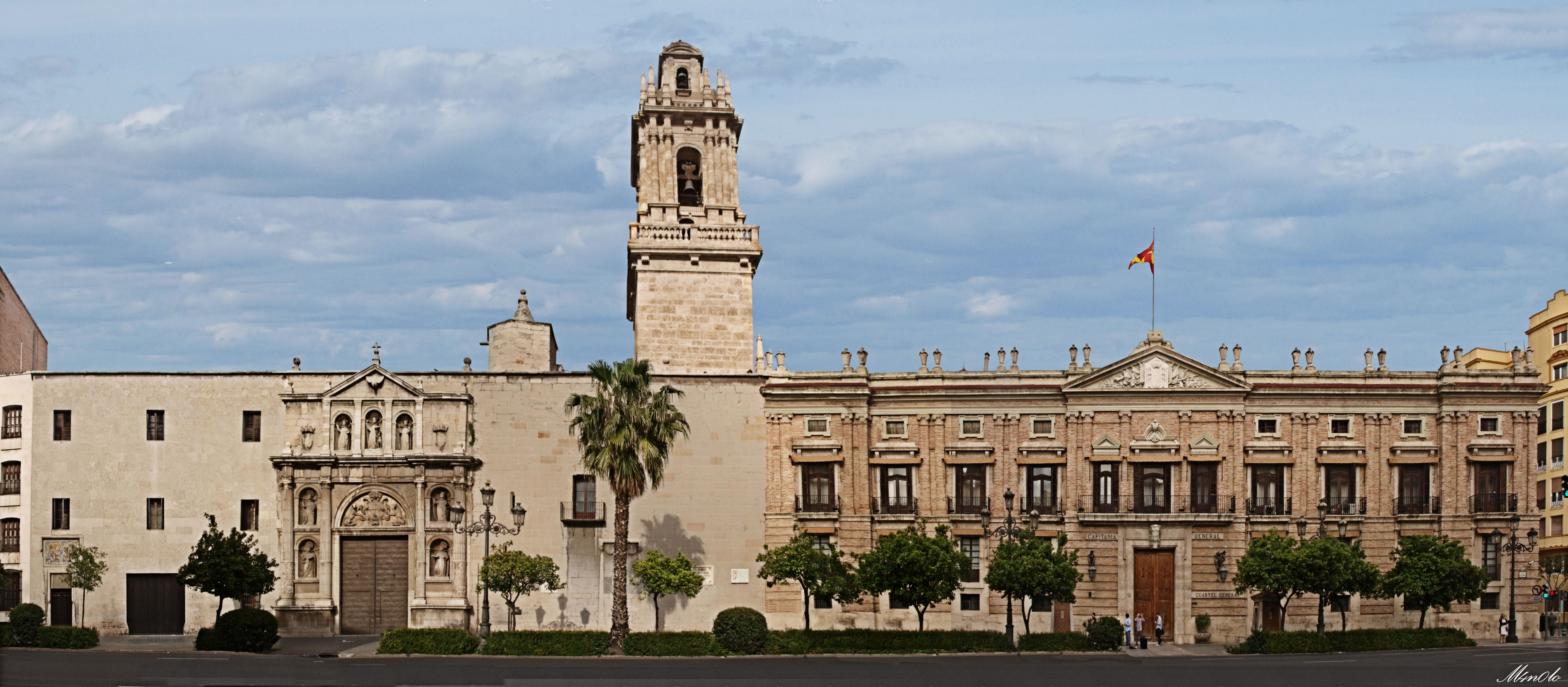
En el antiguo Convento de Santo Domingo, en la Plaza de Tetuán de Valencia está la Capitanía general de Valencia
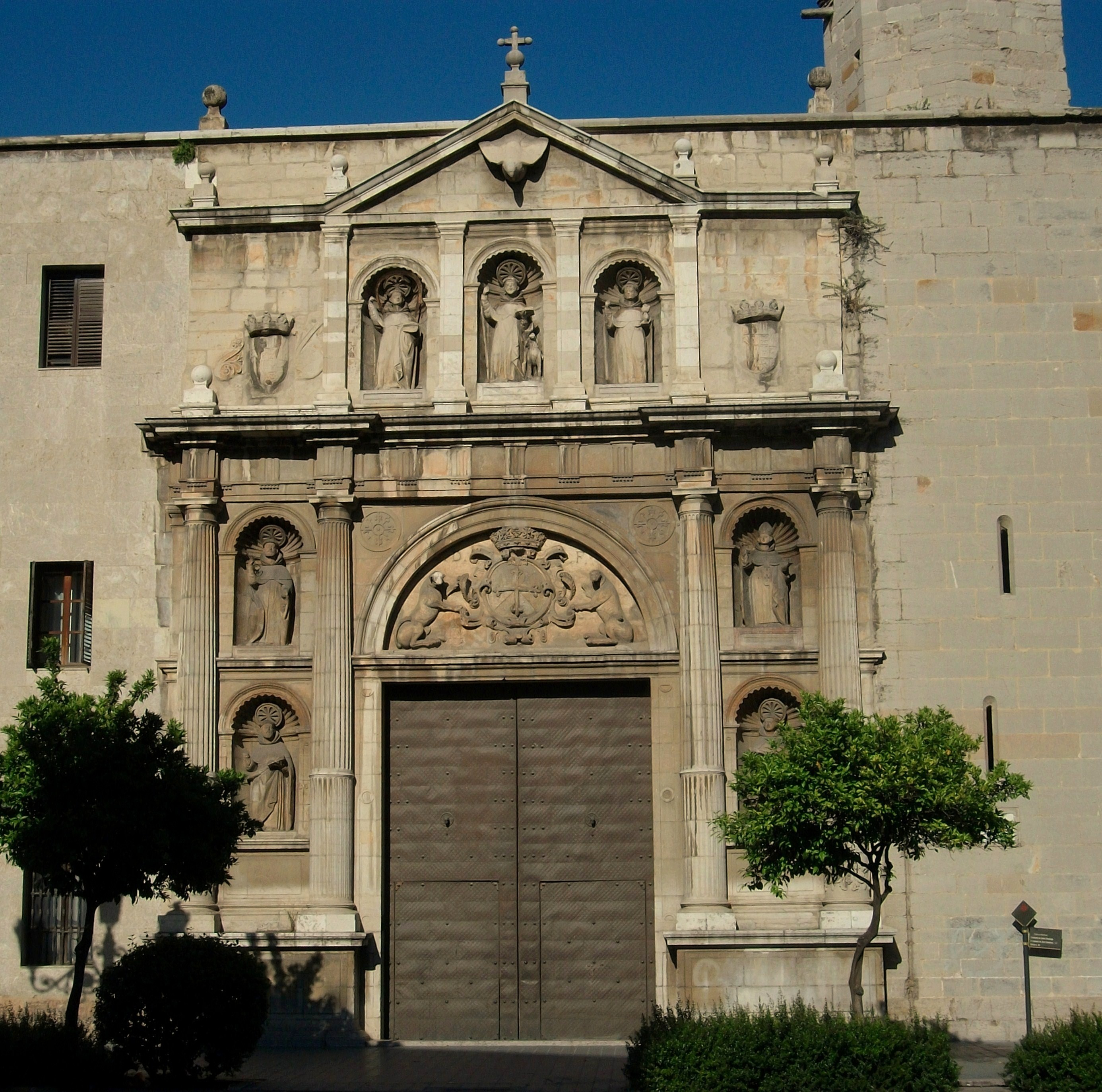
Portada del convento
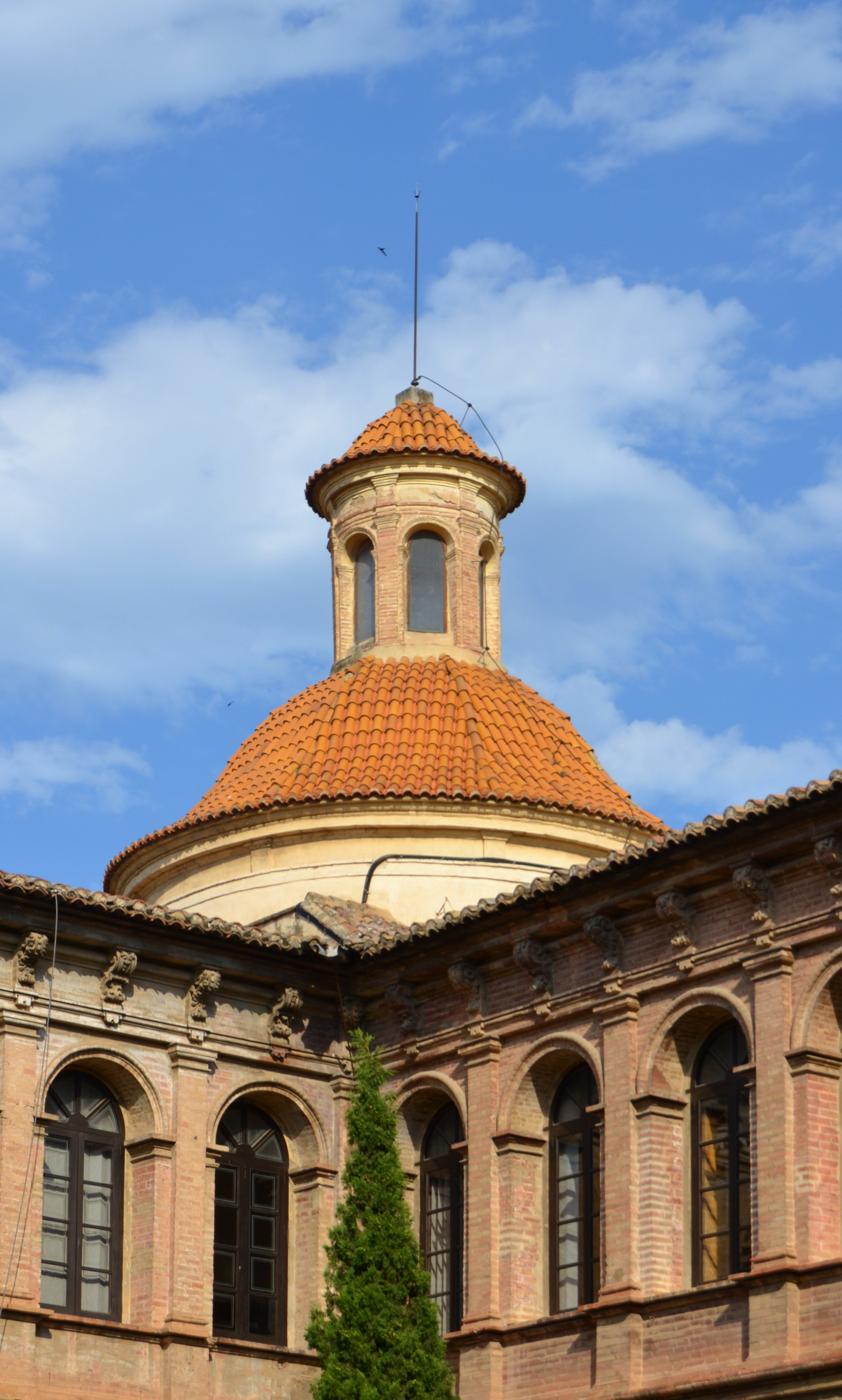
Cúpula desde el claustro
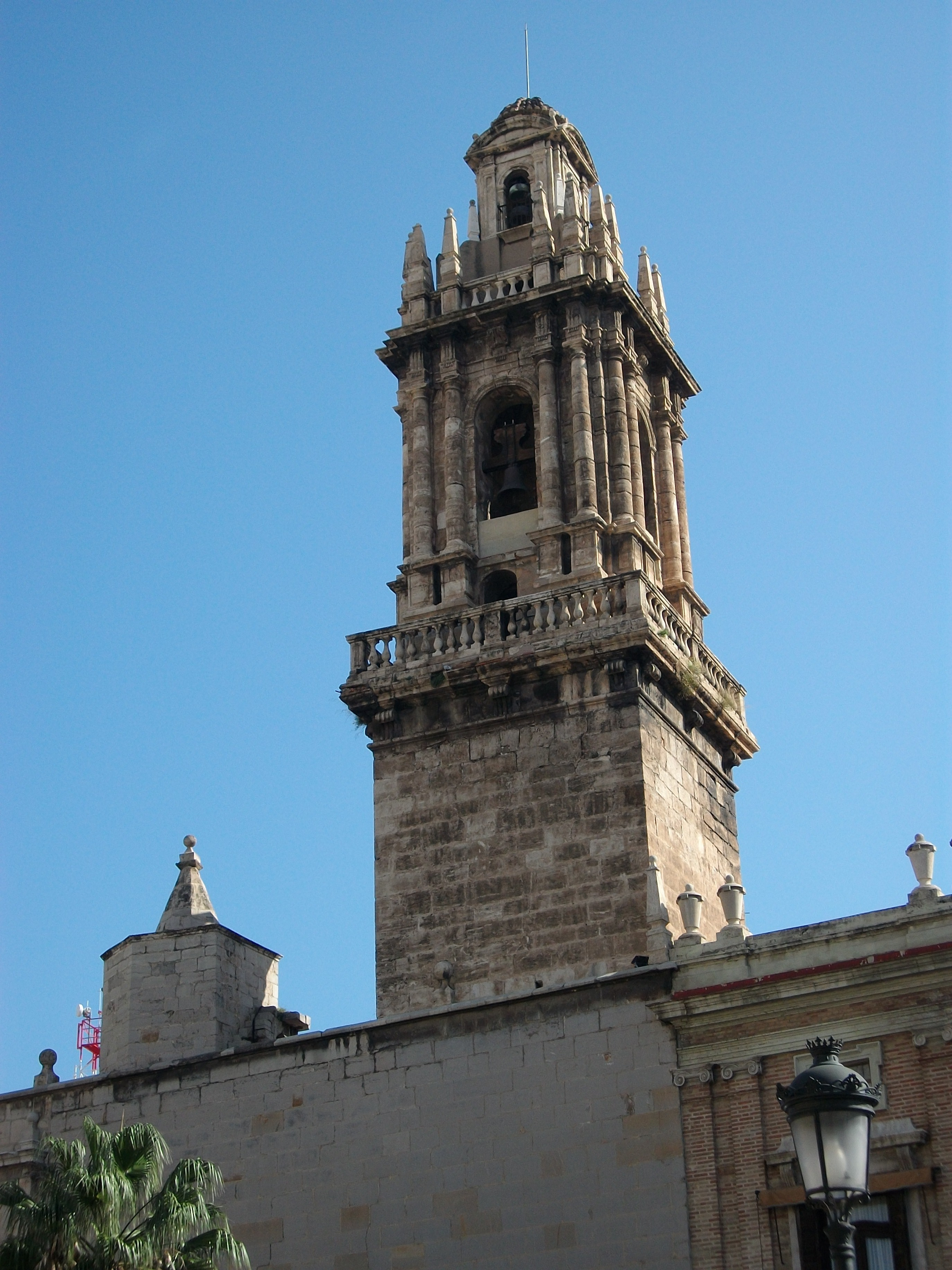
Detalle del campanario (1640)

Las partes góticas
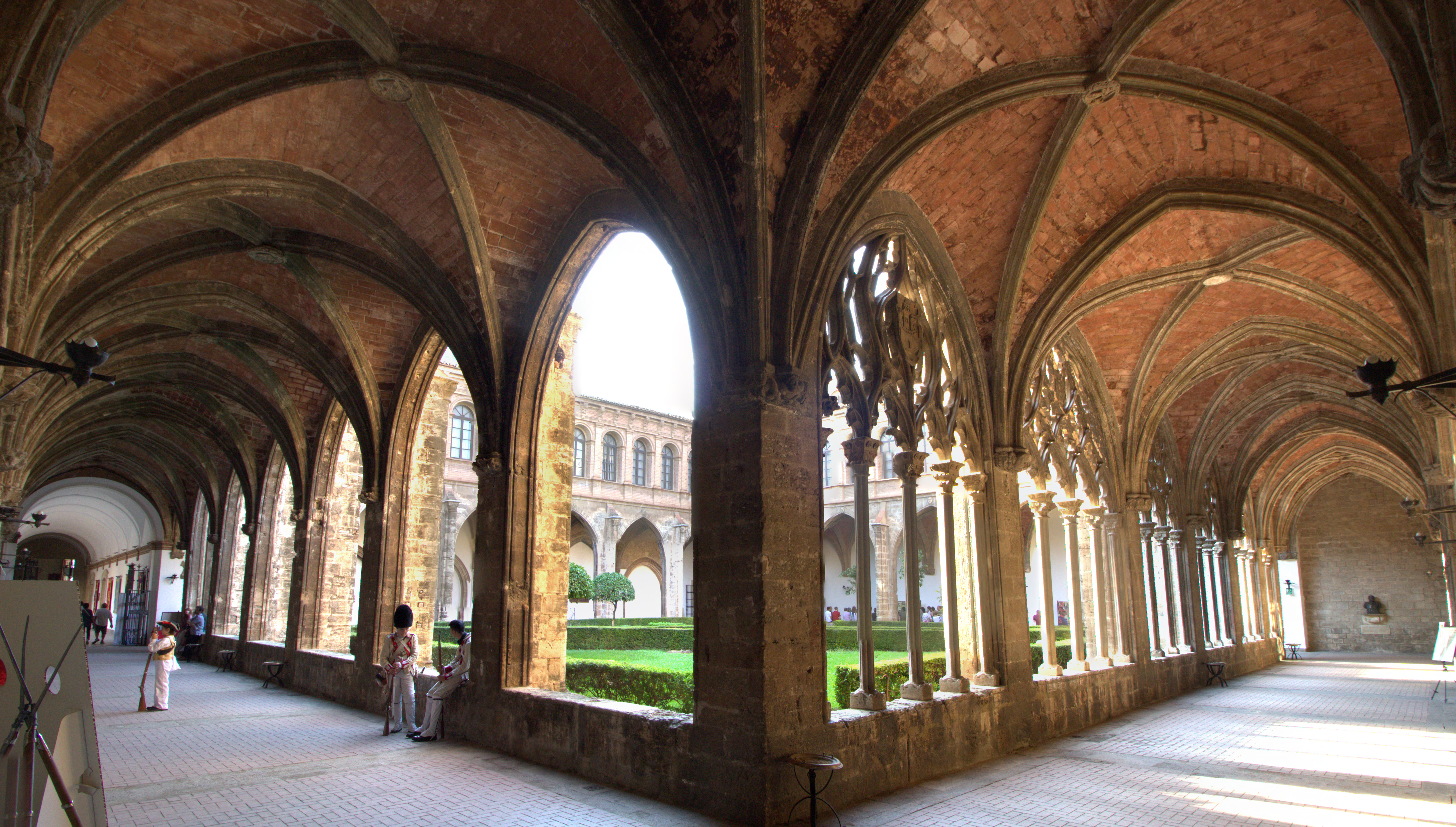
Claustro Mayor. Gótico flamígero
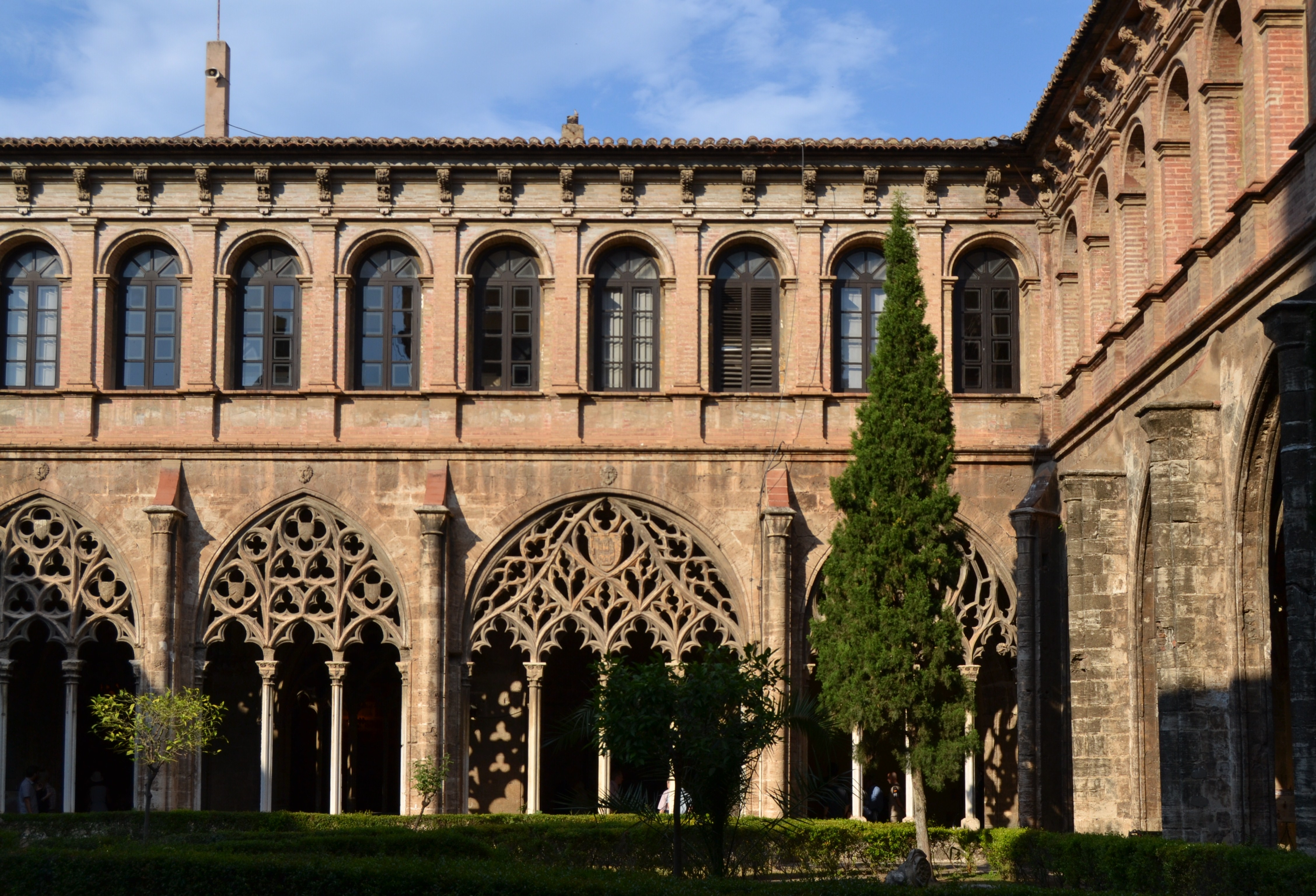
Claustro Mayor. Gótico flamígero
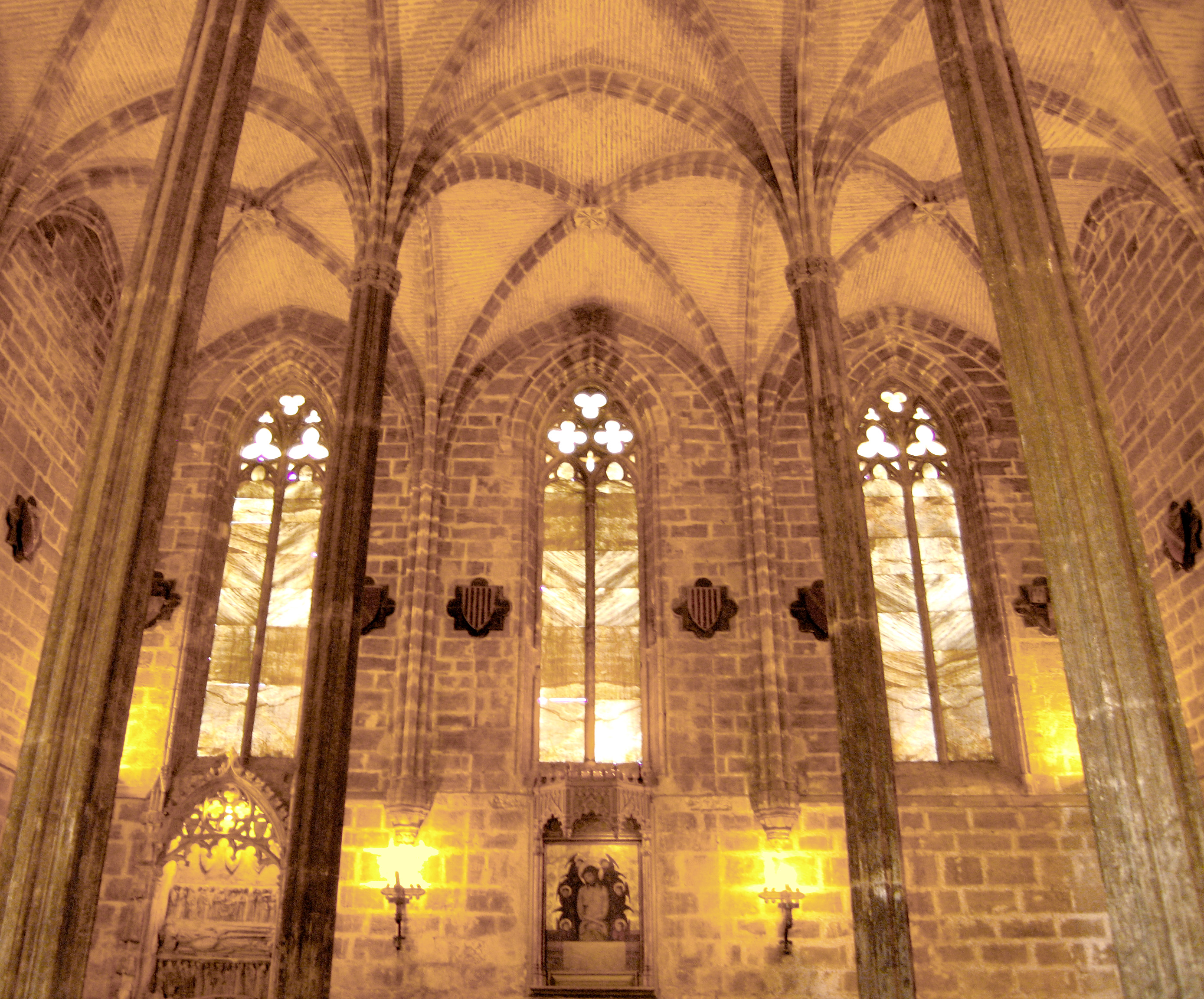
Aula Capitular
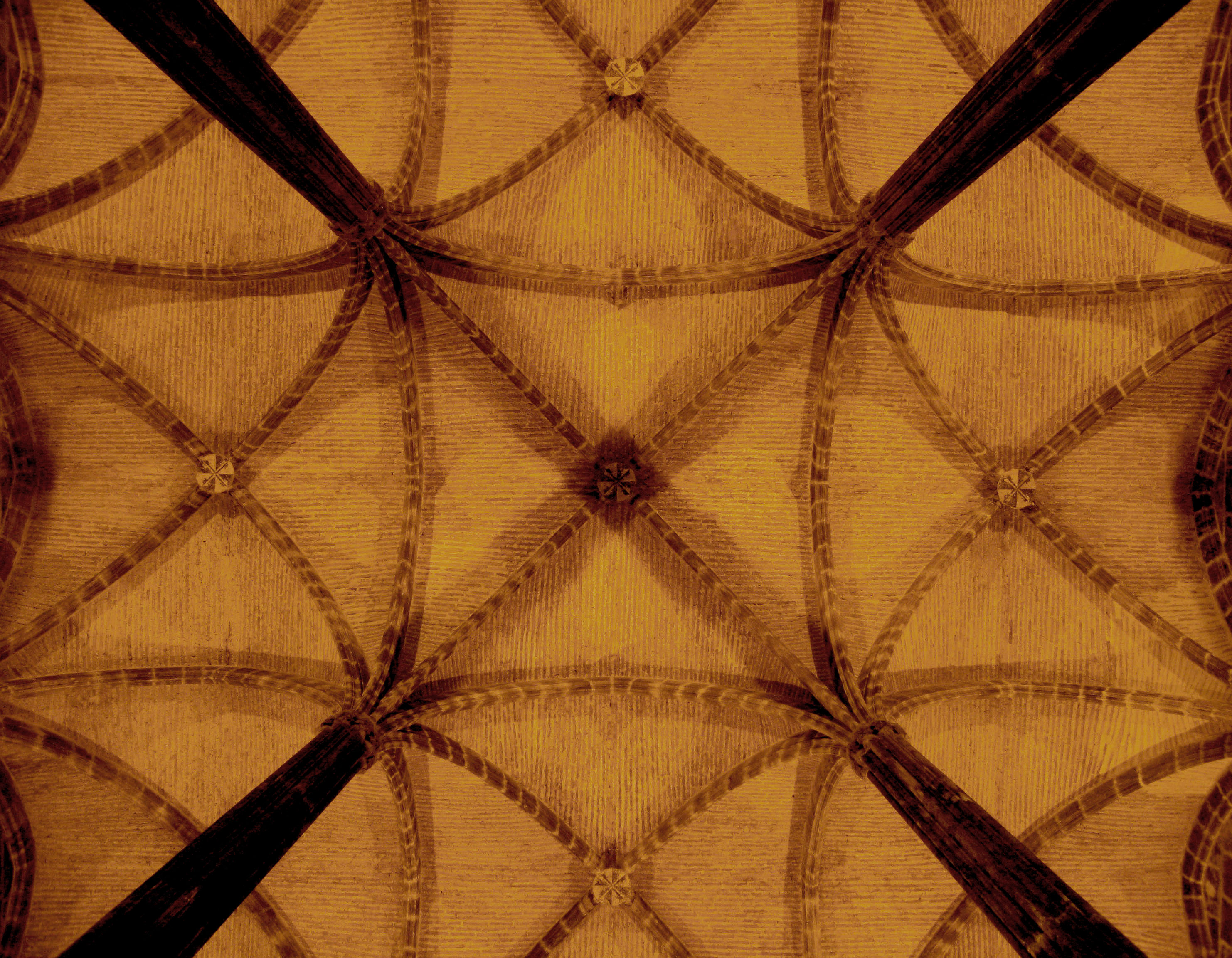
Techo del Aula Capitular

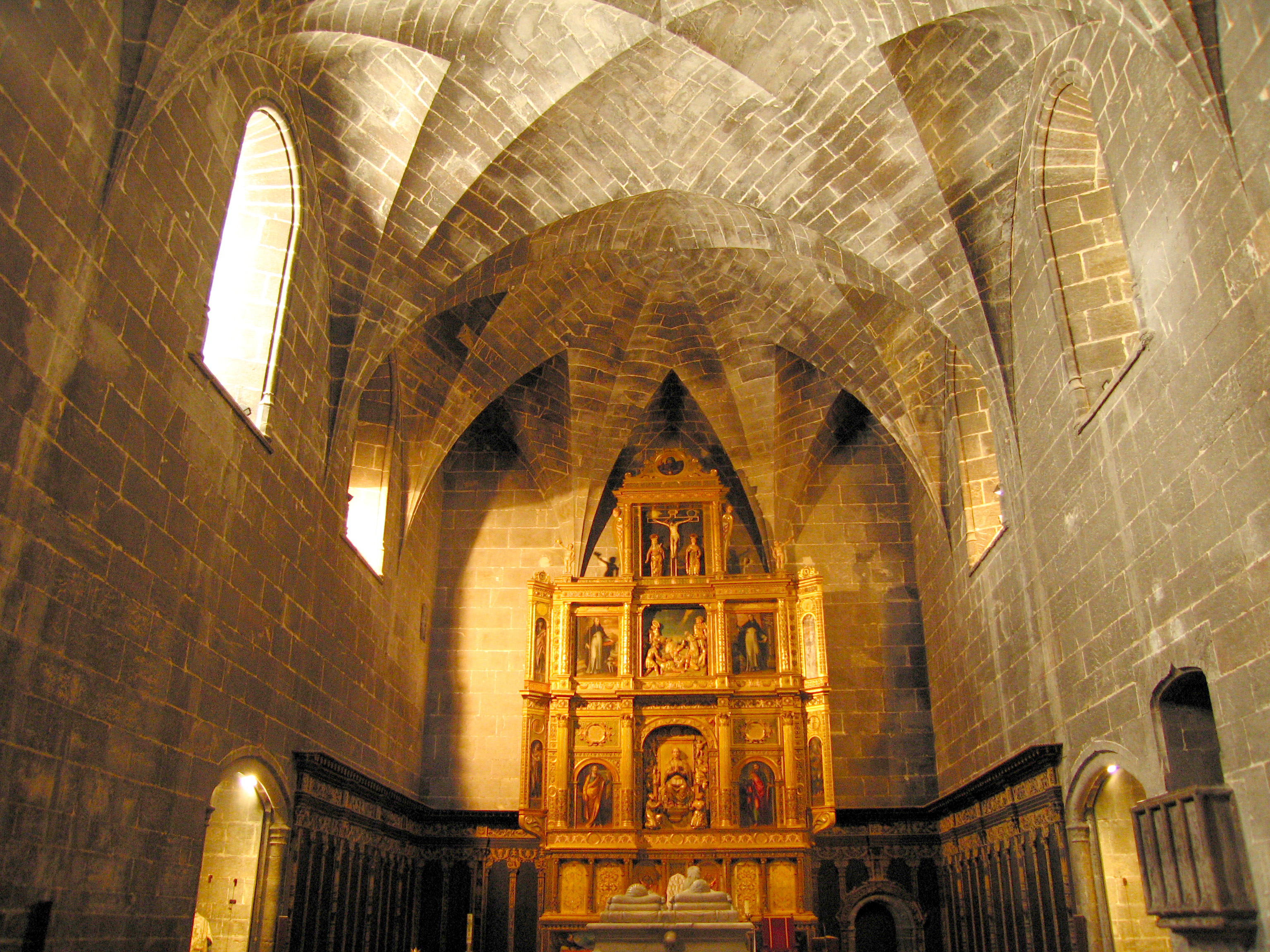
Capilla de los Reyes (1431-1436), con el retablo renacentista en el centro, la tumba marmórea al frente, y los arcosóleos a derecha y izquierda
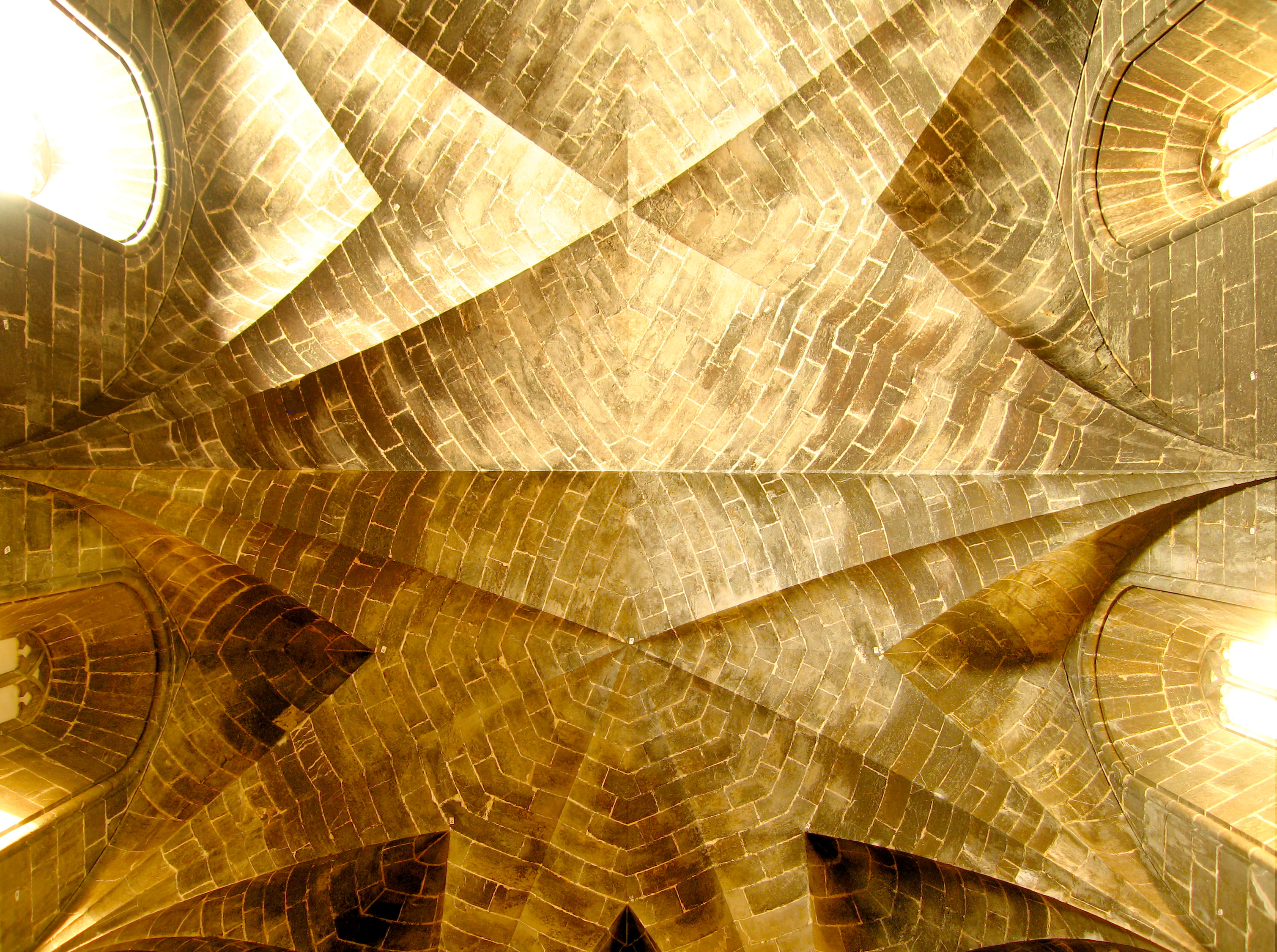
Detalle de la bóveda estrellada sin nervaduras de la Capilla de los Reyes
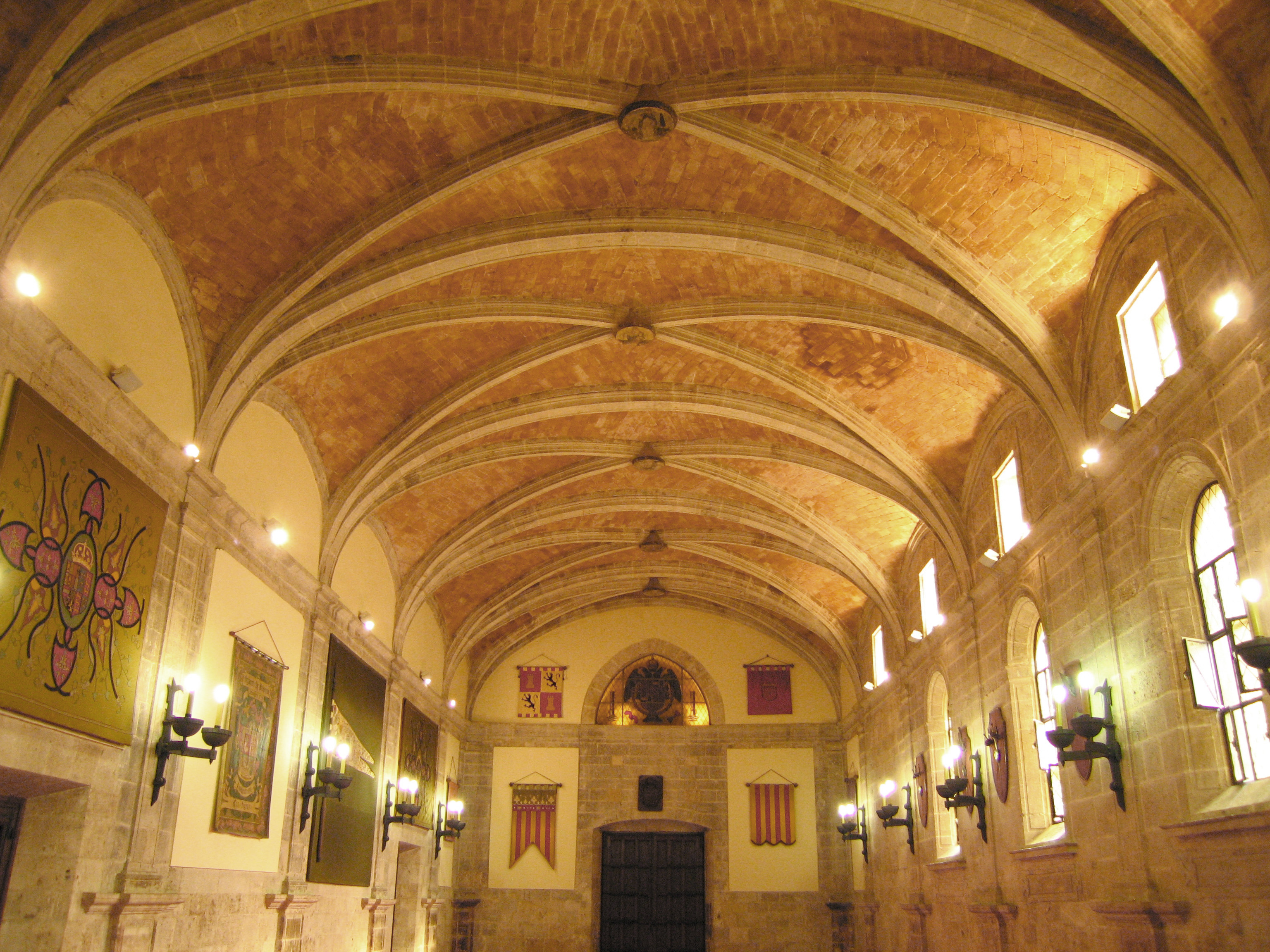
Refectorio o Salón del Trono
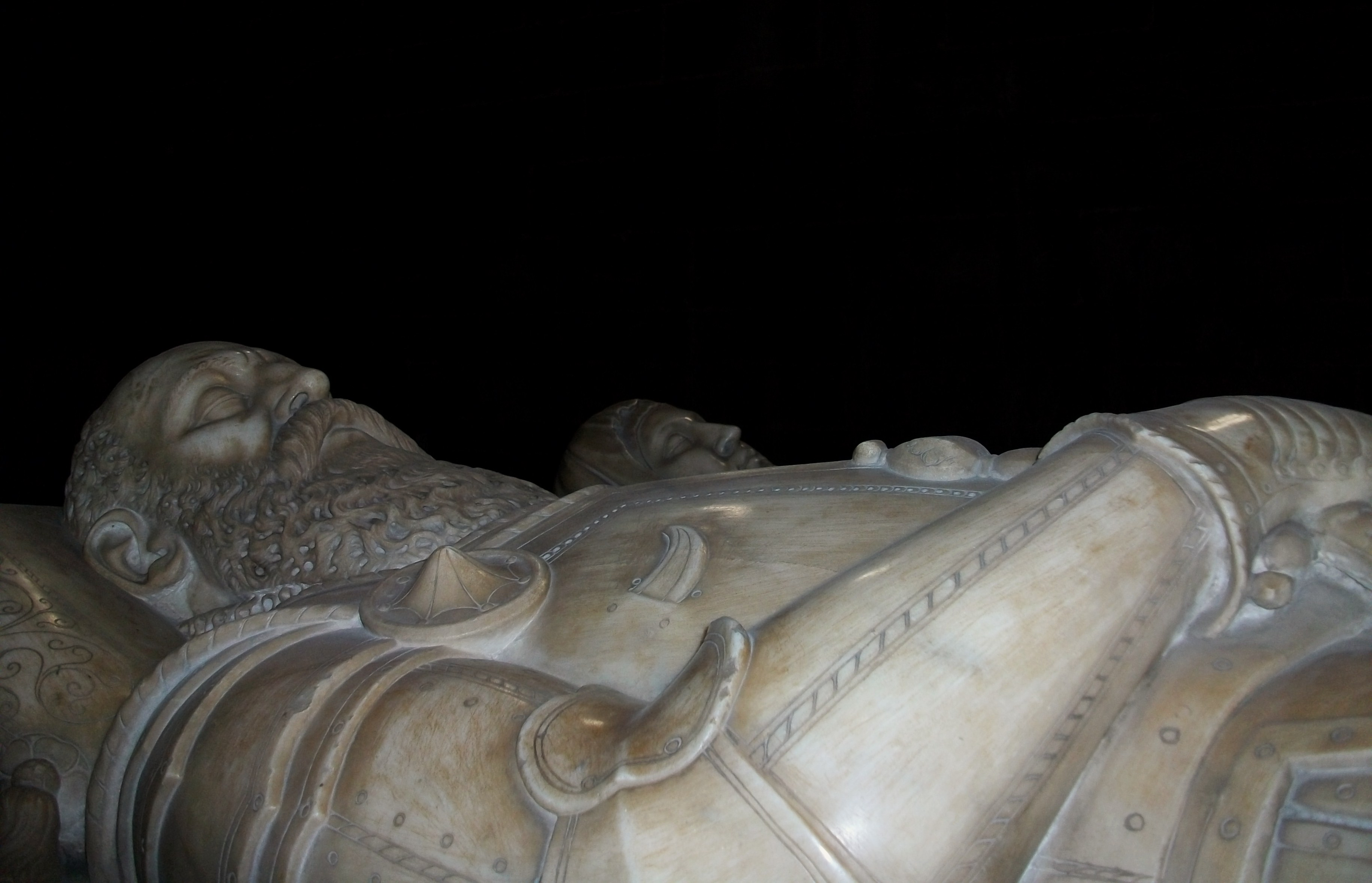
Detalle del sepulcro de los Marqueses de Cenete